# Passer griseus
Passer griseus là một loài chim trong họ Passeridae.